# E6 (fotografia)
E6 è un processo per lo sviluppo di pellicole invertibili (diapositive) a colori brevettato dalla Kodak.
Contrariamente ad altri processi similari, può essere utilizzato anche a livello amatoriale con la stessa attrezzatura di base impiegata per lo sviluppo di pellicole in bianco e nero. La bassa tolleranza allo scarto di temperatura ed il conseguente uso di una vaschetta per la stabilizzazione della temperatura dei liquidi, lo rende meno semplice dei processi per pellicola b/n.